# بحيرة الطميلات
بحيرة الطميلات هي بحيرة مندثرة كانت تقع في الإسماعيلية، وكانت ضمن منطقة وادي الطميلات.

## الآثار
تشير بعض الدراسات إلى وجود اثار في هذه المنطقة ، وتم إعداد فريق مصري إيطالي مشترك للبحث عن الآثار في هذه المنطقة 